# Tabernaemontana alternifolia
Tabernaemontana alternifolia là một loài thực vật có hoa trong họ La bố ma. Loài này được Carl von Linné miêu tả khoa học đầu tiên năm 1753.

## Hình ảnh

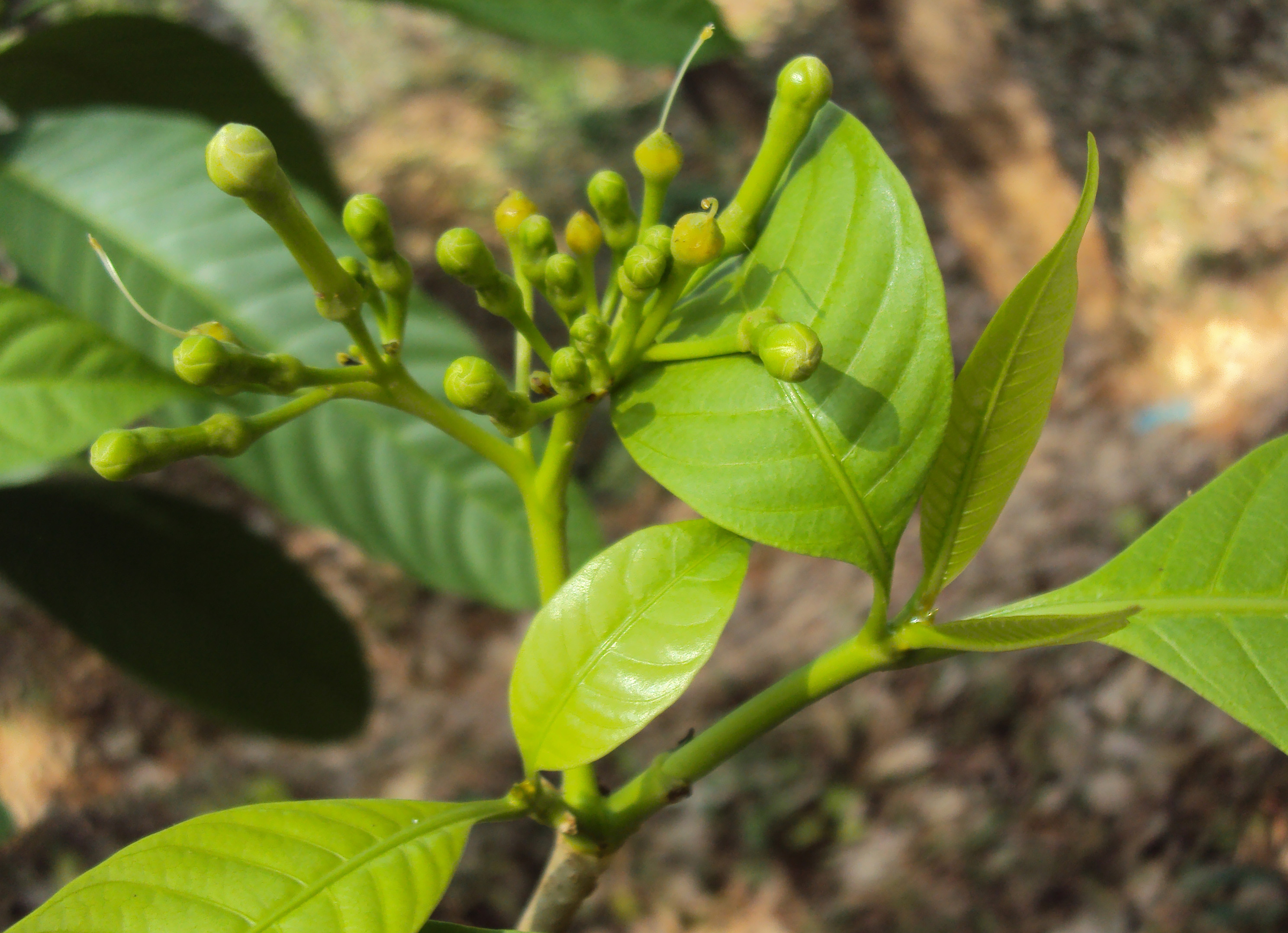
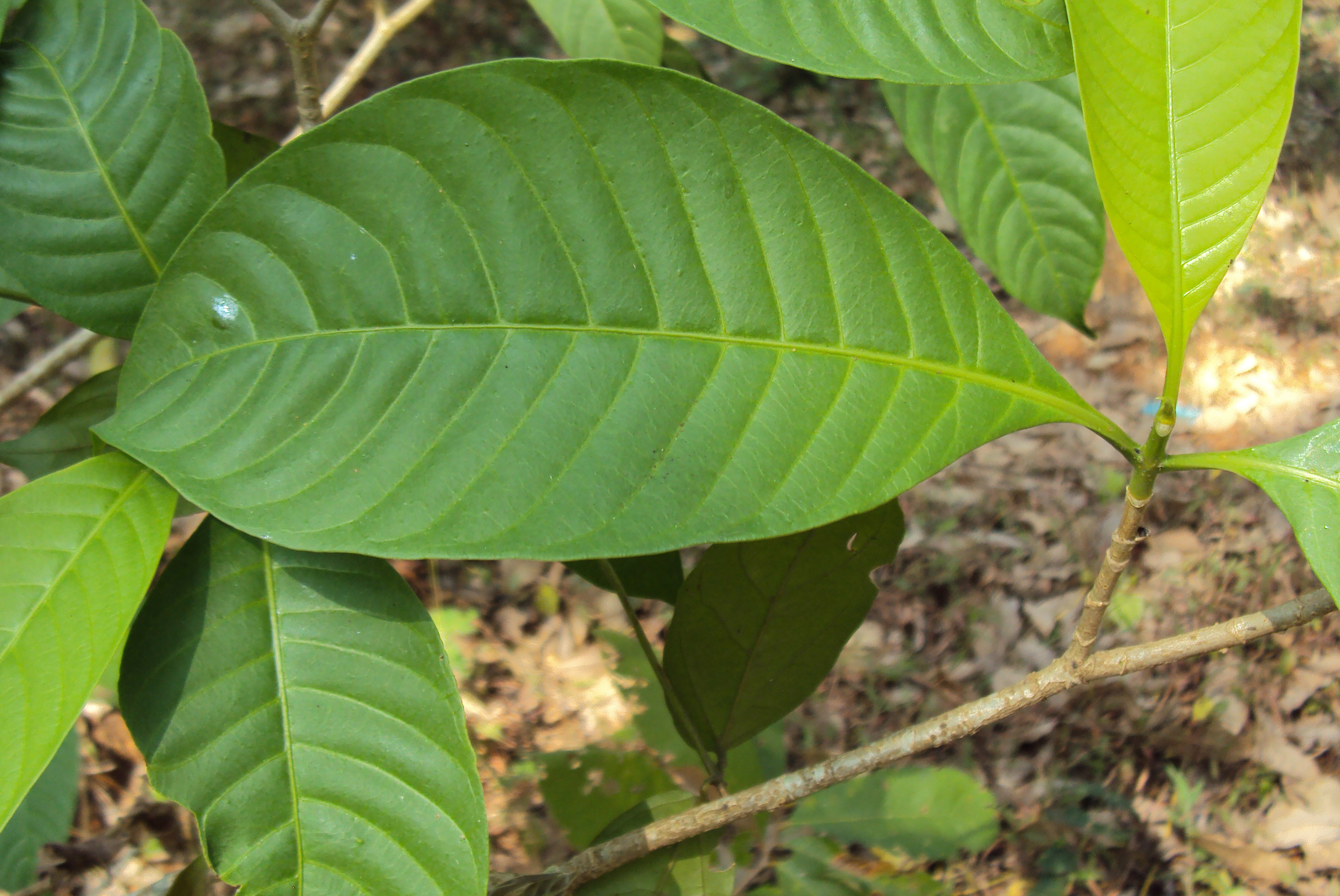
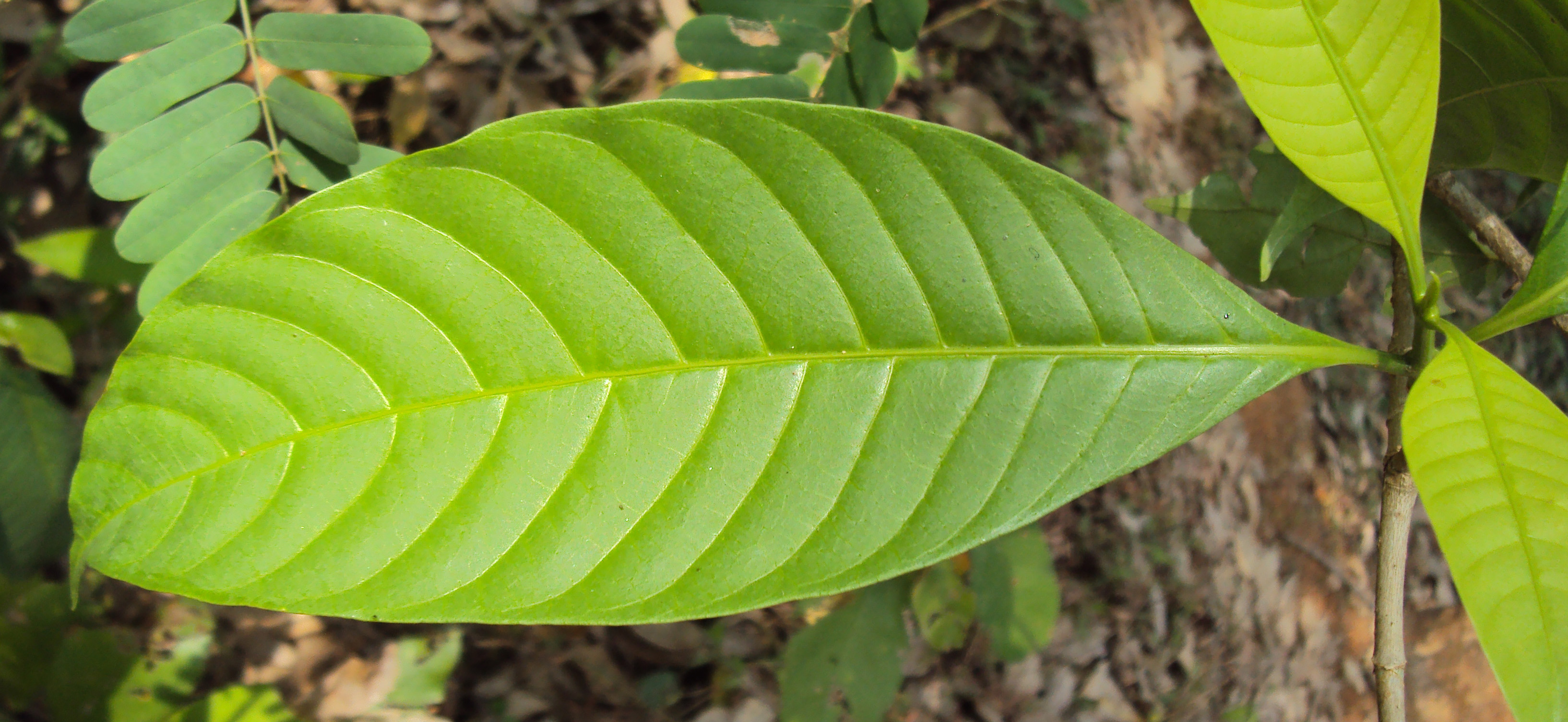
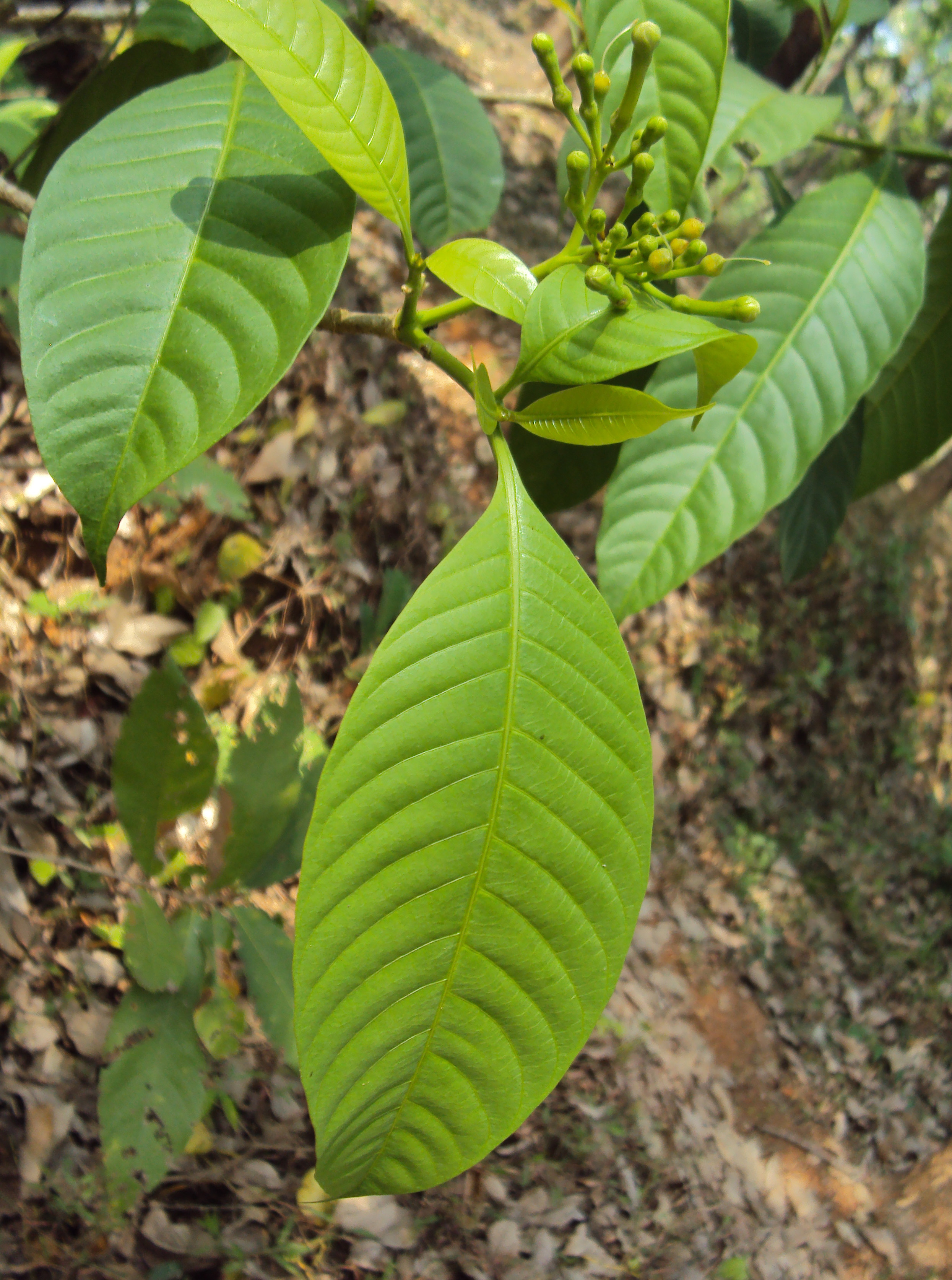